# Troica (Bułgaria)
Troica (bułg. Троица) – wieś w Bułgarii, w obwodzie Szumen, w gminie Weliki Presław. W 2024 roku liczyła 751 mieszkańców.